# 瓜破
瓜破（うりわり）は、大阪府大阪市平野区にある地区および町名。現行行政地名は瓜破一丁目から瓜破七丁目。この項では、町名の瓜破について述べる。

## 地理
平野区の南西部に位置し、東に瓜破東、西に瓜破西、北に喜連、川を挟んで南に瓜破南と接している。

### 河川
- 大和川
  - 瓜破大橋
  - 高野大橋

## 歴史
大化年間（645年-649年）に高僧・船氏道昭によって瓜破天神社が創建され、天神の尊像が現れた際に西瓜を割って霊前に供えたことが地名の由来である。

### 沿革
- 1974年（昭和49年）、大阪市東住吉区瓜破弁天町・瓜破広狭町・瓜破国塚町・瓜破牛屋町と瓜破狭川町・瓜破西佃町・瓜破東佃町・瓜破西之町・瓜破東之町の各一部より成立[6]。

## 世帯数と人口
2024年（令和6年）9月30日現在（大阪市発表）の世帯数と人口は以下の通りである。
| 丁目       | 世帯数    | 人口     |
| ---------- | --------- | -------- |
| 瓜破一丁目 | 1,418世帯 | 2,817人  |
| 瓜破二丁目 | 1,657世帯 | 2,692人  |
| 瓜破三丁目 | 801世帯   | 1,482人  |
| 瓜破四丁目 | 377世帯   | 724人    |
| 瓜破五丁目 | 307世帯   | 648人    |
| 瓜破六丁目 | 616世帯   | 1,204人  |
| 瓜破七丁目 | 358世帯   | 762人    |
| 計         | 5,534世帯 | 10,329人 |

### 人口の変遷
国勢調査による人口の推移。
| 1995年（平成7年）  | 9,038人  | [ 7 ]  |  |
| 2000年（平成12年） | 9,504人  | [ 8 ]  |  |
| 2005年（平成17年） | 10,174人 | [ 9 ]  |  |
| 2010年（平成22年） | 10,075人 | [ 10 ] |  |
| 2015年（平成27年） | 10,408人 | [ 11 ] |  |
| 2020年（令和2年）  | 10,227人 | [ 12 ] |  |

### 世帯数の変遷
国勢調査による世帯数の推移。
| 1995年（平成7年）  | 3,385世帯 | [ 7 ]  |  |
| 2000年（平成12年） | 3,770世帯 | [ 8 ]  |  |
| 2005年（平成17年） | 4,276世帯 | [ 9 ]  |  |
| 2010年（平成22年） | 4,277世帯 | [ 10 ] |  |
| 2015年（平成27年） | 4,654世帯 | [ 11 ] |  |
| 2020年（令和2年）  | 4,887世帯 | [ 12 ] |  |

## 学区
市立小・中学校に通う場合、学区は以下の通りとなる。なお、小学校・中学校入学時に学校選択制度を導入しており、通学区域以外に通学区域に隣接している小学校・平野区内にある中学校から選択することも可能。
| 丁目       | 番              | 小学校               | 中学校               |
| ---------- | --------------- | -------------------- | -------------------- |
| 瓜破一丁目 | 1～9番 11〜12番 | 大阪市立瓜破北小学校 | 大阪市立瓜破西中学校 |
| 瓜破一丁目 | 10番            | 大阪市立瓜破西小学校 | 大阪市立瓜破西中学校 |
| 瓜破二丁目 | 全域            | 大阪市立瓜破小学校   | 大阪市立瓜破中学校   |
| 瓜破三丁目 | 全域            | 大阪市立瓜破小学校   | 大阪市立瓜破中学校   |
| 瓜破四丁目 | 1番             | 大阪市立瓜破西小学校 | 大阪市立瓜破西中学校 |
| 瓜破四丁目 | 2番             | 大阪市立瓜破北小学校 | 大阪市立瓜破西中学校 |
| 瓜破五丁目 | 全域            | 大阪市立瓜破小学校   | 大阪市立瓜破中学校   |
| 瓜破六丁目 | 1～5番          | 大阪市立瓜破西小学校 | 大阪市立瓜破西中学校 |
| 瓜破六丁目 | 6～10番         | 大阪市立瓜破北小学校 | 大阪市立瓜破西中学校 |
| 瓜破七丁目 | 全域            | 大阪市立瓜破小学校   | 大阪市立瓜破中学校   |

## 事業所
2021年（令和3年）現在の経済センサス調査による事業所数と従業員数は以下の通りである。
| 丁目       | 事業所数  | 従業員数 |
| ---------- | --------- | -------- |
| 瓜破一丁目 | 79事業所  | 656人    |
| 瓜破二丁目 | 183事業所 | 1,891人  |
| 瓜破三丁目 | 54事業所  | 345人    |
| 瓜破四丁目 | 24事業所  | 475人    |
| 瓜破五丁目 | 28事業所  | 123人    |
| 瓜破六丁目 | 27事業所  | 110人    |
| 瓜破七丁目 | 17事業所  | 92人     |
| 計         | 412事業所 | 3,692人  |

## 交通

### 鉄道
- 大阪市高速電気軌道
  - 谷町線 喜連瓜破駅（所在地は、喜連二丁目であるが、一部出入口が瓜破二丁目にある。）

### バス
2020年4月現在
- 大阪シティバス[16]
  - 4号系統：地下鉄喜連瓜破
  - 5号系統：地下鉄喜連瓜破 - 瓜破中学校前 - 瓜破小学校前 - 高野大橋
  - 14号系統：地下鉄喜連瓜破 → 瓜破中学校前 …→… 高野大橋 → 瓜破六丁目

### 道路
- 国道309号
- 大阪府道179号住吉八尾線（長居公園通）

## 施設
- 大阪市立瓜破中学校
- 大阪市立瓜破小学校
- 大阪市立瓜破北小学校
- 大阪市立瓜破北幼稚園[17]
- 平野瓜破郵便局[18]
- イオン喜連瓜破ショッピングセンター
- コーナン 平野瓜破店[19]
- 平野警察署瓜破交番
- 紀陽銀行平野支店
- 関西みらい銀行平野支店
- 瓜破天神社
- 瓜破駒ヶ池公園
- 瓜破北西公園

## その他

### 日本郵便
- 〒547-0024[3]（集配局：平野郵便局[20]）